# Rivière du Peuplier
Der Rivière du Peuplier (französisch für „Pappel-Fluss“) ist ein Zufluss der James Bay in der Jamésie im Westen der kanadischen Provinz Québec.

## Flusslauf
Der Rivière du Peuplier entspringt 65 km südlich von Radisson. Er fließt über seine gesamte Strecke in westlicher Richtung. Er durchfließt den See Lac Kaychikwapichu und kreuzt im Anschluss die Route de la Baie James (⊙). Etwa 35 km flussabwärts quert die Stichstraße Chemin de Wemindji (⊙) den Fluss. Schließlich mündet der Rivière du Peuplier 25 km südlich von Wemindji in die James Bay. Der Rivière du Peuplier hat eine Länge von 119 km. Er entwässert ein Areal von 1264 km².